# 王秀璋
王秀璋（1931年—），男，四川大竹人，中国矿物学家，中国科学院广州地质新技术研究所研究员、博士生导师。